# Ranya
Pour les articles homonymes, voir Rania.
Ranya ou Rānīyah, en arabe انية, en kurde ڕانیە, est une ville irakienne située dans le nord du pays, dans le Kurdistan irakien, au sein du gouvernorat de As-Sulaymaniya.

## Géographie
Bien que son altitude moyenne ne soit que de 576 mètres, elle est située dans une région montagneuse. 
C'est la principale ville bordant le lac Dukan qui se trouve sur le cours du Petit Zab. 
En septembre 2017, une équipe d'archéologues irakiens et britanniques dirigée par des experts du British Museum se rendent sur le site de la cité antique de Qalatga Darband située au sud de Ranya et qui aurait été fondée par Alexandre le Grand en 331 av. J.-C. ; c'est la première fois que des archéologues se déplacent sur le site des ruines après leur découverte en 1996 à l'aide d'images satellites américaines prises dans les années 1960 et déclassifiées dans les années 1990.

## Démographie
En 2013, sa population est estimée à 55 477 habitants.